# Eight Finance Investment
Eight Finance Investment是香港外匯基金於2009年2月成立的投資控股公司，由香港外匯基金全資擁有。香港外外滙基金透過Eight Finance Investment，進行高增值回報投資。
截至2009年年底，Eight Finance Investment獲得貸款28.02億港元，而投資承擔總值分別為93.51億元。香港金融管理局副總裁余偉文表示，Eight Finance Investment會進進行多元化的投資，包括私募基金、新興市場股債及內地投資機會等，以爭取更佳長線回報。